# Otto Ammermann
Otto Ammermann (7 de septiembre de 1932) es un jinete alemán que compitió para la RFA en la modalidad de concurso completo.
Participó en los Juegos Olímpicos de Montreal 1976, obteniendo una medalla de plata en la prueba por equipos. Ganó una medalla de plata en el Campeonato Mundial de Concurso Completo de 1978, y una medalla de bronce en el Campeonato Europeo de Concurso Completo de 1969.

## Palmarés internacional
| Juegos Olímpicos   | Juegos Olímpicos           | Juegos Olímpicos  | Juegos Olímpicos |
| Año                | Lugar                      | Medalla           | Categoría        |
| ------------------ | -------------------------- | ----------------- | ---------------- |
| 1976               | Montreal (Canadá)          | Medalla de plata  | Por equipos      |
| Campeonato Mundial |                            |                   |                  |
| Año                | Lugar                      | Medalla           | Categoría        |
| 1978               | Lexington (Estados Unidos) | Medalla de plata  | Por equipos      |
| Campeonato Europeo |                            |                   |                  |
| Año                | Lugar                      | Medalla           | Categoría        |
| 1969               | Le Pin-au-Haras (Francia)  | Medalla de bronce | Por equipos      |